# August Spørck

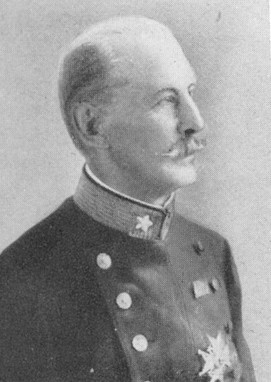
August Geelmuyden Spørck.

August Geelmuyden Spørck, född den 13 september 1851 i Kristiania (nuvarande Oslo), död den 14 juli 1928 i Vestre Aker, var en norsk militär.
Spørck blev officer 1872, överste 1905 och den 1 april 1914 generalmajor och generalinspektör för artilleriet, från vilken post han beviljades avsked 1919. Han var stortingsman för Trondhjem och Levanger 1898–1903 samt statsråd och chef för försvarsdepartementet 20 augusti 1909–1 februari 1910. 